# C16orf90
C16orf90 (англ. Chromosome 16 open reading frame 90) – білок, який кодується однойменним геном, розташованим у людей на 16-й хромосомі. Довжина поліпептидного ланцюга білка становить 172 амінокислот, а молекулярна маса — 18 426.
| 10         |  | 20         |  | 30         |  | 40         |  | 50         |
| ---------- |  | ---------- |  | ---------- |  | ---------- |  | ---------- |
| MEALVYAVSQ |  | AQGRPGHPDA |  | PPNIYEGGLG |  | SPQPQCPSAQ |  | GSKPKNFRLR |
| HLRGLGLYLE |  | SHPPPTGQCE |  | SHWLGRLMAG |  | GCLPQPEGTA |  | WALDLPQGTL |
| GPRNSLCSAL |  | LEARLPRDSL |  | GSSASSSSMD |  | PDKGALPQPS |  | PSRLRPKRSW |
| GTWEEAMCPL |  | CKRTRSGALE |  | RP         |  |            |  |            |

A: Аланін

C: Цистеїн

D: Аспарагінова кислота

E: Глутамінова кислота

F: Фенілаланін

G: Гліцин

H: Гістидин

I: Ізолейцин

K: Лізин

L: Лейцин

M: Метіонін

N: Аспарагін

P: Пролін

Q: Глутамін

R: Аргінін

S: Серин

T: Треонін

V: Валін

W: Триптофан

Задіяний у такому біологічному процесі, як альтернативний сплайсинг. 